# Петровце-над-Лаборцем
Петровце-над-Лаборцем (словац. Petrovce nad Laborcom) — село, громада в окрузі Михайлівці, Кошицький край, Словаччина. Село розташоване на висоті 118 м над рівнем моря. Населення — 980 чол. (99 % — словаки). Вперше згадується в 1254 році. В селі є залізнична станція, а також бібліотека та футбольне поле.

## Географія
Протікає річка Турський ярок.

## Населення
| Рік:            | 1994. | 2004.   | 2014.   | 2024.    |
| --------------- | ----- | ------- | ------- | -------- |
| Кількість осіб: | 887   | 966     | 1018    | 1128     |
| Різниця:        |       | +8,90 % | +5,38 % | +10,80 % |

| Рік:            | 2023. | 2024.   |
| --------------- | ----- | ------- |
| Кількість осіб: | 1107  | 1128    |
| Різниця:        |       | +1,89 % |